# Asaracus
Asaracus là một chi nhện trong họ Salticidae.